# Reacción de Duff
La reacción de Duff es una reacción de formilación de anillos aromáticos activados utilizando hexametilentetramina como fuente de grupos formilo.
Las especies electrofílicas utilizadas en esta reacción de SEA es el ion iminio CH2+NR2. El producto de la reacción inicial es una imina hidrolizada a aldehído. 
La activación por parte de fenoles produce generalmente o-hidroxibenzaldehídos, mientras que las aminas primarias producen p-dialquilaminobenzaldehídos.   
Algunos ejemplos de esta reacción son la síntesis del 3,5-Di-ter-butilsalicilaldehído
o la síntesis del siringaldehído:

## Mecanismo de reacción
El mecanismo mostrado a continuación consiste en los siguientes pasos:
- La tetrametilenhexamina dona el carbono de un grupo formiliminio a un sustrato aromático por sustitución electrófila aromática, formando así la ciclohexanodienona como intermediario.
- La tautomería ceto-enólica se favorece por el restablecimiento de la aromaticidad.
- El siguiente átomo de nitrógeno vuelve a formar un grupo formiliminio, por eliminación de un tercer átomo de nitrógeno protonado para dar un grupo metilamino.
- Un grupo hidruro migra desde la posición bencílica hacia el carbono del formiliminio, generándose así el catión benzoiminio correspondiente.
- El benzoiminio se hidroliza, formando así el benzaldehído correspondiente.